# Pterostichus lucublandus
Pterostichus lucublandus är en skalbaggsart som beskrevs av Thomas Say 1823. Pterostichus lucublandus ingår i släktet Pterostichus och familjen jordlöpare. Inga underarter finns listade i Catalogue of Life.